# 2004년 월드 시리즈
2004년 월드 시리즈(2004 World Series)는 메이저 리그 베이스볼 (MLB)의 제100회 월드 시리즈다. 역대 100번째인 이번 월드 시리즈에서는 아메리칸 리그 (AL) 우승팀 보스턴 레드삭스와 내셔널 리그 (NL) 우승팀 세인트루이스 카디널스가 맞붙었다. 펜웨이 파크와 부시 메모리얼 스타디움에서 치러진 7전 4선승제 시리즈에서 레드삭스가 4승 무패로 카디널스를 꺾고 우승을 차지했다. 2004년 10월 23일부터 27일까지 치러진 시리즈는 폭스에서 생중계되었고, 평균 2550만 명에 가까운 시청자 수를 기록했다.
카디널스는 내셔널 리그 승률 1위의 기록으로 내셔널 리그 중부 지구 우승을 차지하며 플레이오프 티켓을 따냈다. 반면 레드삭스는 아메리칸 리그 와일드 카드를 따내며 플레이오프에 진출했다. 카디널스는 5전 3선승제인 내셔널 리그 디비전 시리즈에서 로스앤젤레스 다저스를 꺾은 뒤, 7전 4선승제인 챔피언십 시리즈 (NLCS)에서 휴스턴 애스트로스를 꺾고 월드 시리즈에 진출했다. 카디널스는 1987년 이후 처음으로 월드 시리즈에 진출했다. 레드삭스는 아메리칸리그 디비전 시리즈에서 로스앤젤레스 에인절스를 꺾은 뒤, 아메리칸 리그 챔피언십 시리즈에서 뉴욕 양키스와 맞붙어 3연패로 탈락 위기에 처했으나 이후 내리 4연승을 기록하며 1986년 28년만에 처음으로 월드 시리즈에 진출했고 월드시리즈에서 카디널스를 꺾으면서 1919년 베이브 루스가 양키스로 이적한 뒤로 계속 이어지던 밤비노의 저주를 끊으며 1918년 이후 무려 86년만에 월드시리즈 우승을 차지했다. 또한 같은 지역 연고팀인 미식축구 팀 뉴잉글랜드 패트리어츠가 슈퍼볼 XXXIX에서 우승을 차지하면서, 보스턴은 1986년 뉴욕 이후 처음으로 같은 해에 슈퍼볼과 월드 시리즈를 동시에 우승한 첫 도시가 되었다.
첫 경기에서는 마크 벨혼의 결승 홈런으로 레드삭스가 승리했고, 2차전에서는 선발투수 커트 실링이 6이닝 1실점으로 호투해 팀을 승리로 이끌었다. 레드삭스는 첫 두 경기에서 각각 4개의 실책을 범했음에도 불구하고 승리했다. 이어진 3차전에서 페드로 마르티네스가 7이닝 무실점하며 팀 승리에 공헌했다. 4차전에서는 1회 자니 데이먼의 홈런이 결승타가 되어 팀을 월드 시리즈 우승으로 이끌었다. 카디널스는 시리즈 경기 전체에서 리드를 했던 상황이 단 한 번도 없었다. 매니 라미레즈가 최우수 선수상 (MVP)를 수상했다. 이후 카디널스는 2006년, 레드삭스는 2007년 다시 월드 시리즈에 진출했다. 2006년 카디널스가 우승을 차지하면서 토니 라 루사 감독은 스파키 앤더슨에 이어 역대 두 번째로 양대 리그에서 모두 월드 시리즈 우승을 경험한 감독이 되었다. 레드삭스와 카디널스는 2013년 월드 시리즈에서 다시 맞붙었고, 이번에도 레드삭스가 승리를 안았다.

## 포스트 시즌 결과

### 세인트루이스 카디널스
지난 시즌의 포스트 시즌 진출 실패의 부진에 이어 2004년 내셔널 리그중부 지구에서도 강력한 전력을 갖추고 있던 시카고 컵스와 휴스턴 애스트로스에 밀려 지구 3위를 기록할 것으로 예상됐으나, 각각 30홈런, 100타점 이상씩을 기록한 앨버트 푸홀스, 스캇 롤렌, 짐 에드먼즈, 그리고 다른 타자들의 맹활약에 힘입어 득점에서 리그 1위에 올랐다. 그리고 1선발부터 4선발까지 모두 최소 15승 이상을 기록한데다가 주전 마무리 제이슨 이슬링하우젠이 47 세이브로 리그 세이브 선두 자리에 오르는 활약에 힘입어 리그 최소 실점에서도 1위에 오르며 2004년 시즌 내셔널 리그에서 가장 좋은 승-패 기록을 남겼다. 시즌 중반 영입된 래리 워커의 맹활약도 팀에 큰 도움이 되었다.
세인트루이스는 내셔널 리그 디비전 시리즈에서 로스앤젤레스 다저스와 만났는데, 1차전에선 홈런 5개를 기록하며 다저스를 완파했고, 2차전에서 불펜 투수들이 득점을 허용하지 않는 활약에 힘입어 시리즈 스코어에서 2-0으로 확실히 앞서나갈 수 있었다. 3차전에서 다저스 선발 호세 리마의 역투에 눌리며 4차전까지 갔으나 결국 앨버트 푸홀스의 홈런포로 챔피언십 시리즈로 진출하는 데 성공했다. 내셔널 리그 챔피언십 시리즈에선 같은 지구의 라이벌인 휴스턴 애스트로스와 맞대결을 치렀는데, 첫 2경기를 승리로 장식하고도 휴스턴 선발 브랜든 배키와 마무리 브래드 릿지가 빚어낸 1피안타 영봉승을 포함 내리 3경기를 내주며 탈락 위기에 몰렸다. 6차전에서도 9회초 휴스턴의 제프 배그웰에게 9회초 동점타를 허용하며 위기에 몰렸으나 연장 12회 에드먼즈가 끝내기 홈런을 기록하며 탈락 위기에서 벗어났고, 7차전에선 스캇 롤렌의 3점포를 포함 5-2로 승리를 거두면서 17년 만에 다시 월드 시리즈에 진출하는 데 성공했다.
이 월드 시리즈 진출로, 토니 라 루사 감독은 조 매카시, 요기 베라, 알빈 다크, 스파키 앤더슨, 딕 윌리엄스의 뒤를 이어 양대 리그 모두를 제패한 역대 6번째 감독이 되었다. 토니 라루사 감독은 오클랜드 애슬레틱스를 이끌고 1988년부터 1990년까지 3년 연속 패넌트 시리즈에서 승리했고, 1989년 월드 시리즈에서 우승했었는데 라루사 감독은 이번 시리즈에서 승리할 경우 앤더슨과 함께 역대 두 번째 양대 리그 팀을 이끌고 월드 시리즈 우승에 성공한 감독이 될 수 있었다.

### 보스턴 레드 삭스
보스턴 레드 삭스는 지난 시즌 뉴욕 양키스를 상대로 했던 아메리칸 리그 챔피언십 시리즈에서 아쉬운 패배를 당하며 탈락했다. 그 패배의 시발점이 되었던 선발 투수 페드로 마르티네스의 고집과 감독 그래디 리틀의 결단에 대해 여론의 비난이 들끓자 리틀 감독은 결국 시리즈 패배 2주 후 팀에서 해고당했다.
오프 시즌 동안 테리 프랑코나 감독을 영입한 보스턴은 또 마무리 투수 키스 폴크를 영입하는 동시에 트레이드로 애리조나 다이아몬드백스의 선발투수였던 커트 실링을 영입했다. 보스턴은 시즌 동안 뉴욕 양키스와 주목할만한 두 번의 경기를 치렀다. 7월 1일 경기에서 결국 두 팀은 연장 승부를 치루게 됐는데 12회 양키스 유격수 데릭 지터가 자신의 머리 위로 빠져나가는 공을 잡아 팀의 승리를 이끌었고, 양키스는 8경기차로 아메리칸 리그 동부 지구 선두 자리를 지켰다. 7월 24일 경기 3회 보스턴 투수 브론슨 아로요가 양키스 타자 알렉스 로드리게스를 몸에 맞는 볼로 내보냈다. 알렉스 로드리게스가 1루를 향하던 도중 아로요를 향해 모욕적인 말을 날렸고, 두 선수 사이에 있던 포수 제이슨 베리텍이 이 짧은 논쟁 후 로드리게스의 얼굴을 가격했고 벤치 클리어링이 일어났다. 결국 이 경기는 보스턴은 9회 빌 뮬러의 끝내기 홈런으로 승리를 거두었다. 7월 31일 보스턴은 주전 유격수 노마 가르시아파라를 시카고 컵스로 보내는 대신 유격수 올란도 카브레라와 1루수 덕 민케이비츠를 데려왔다. 결국 동부 지구 1위 자리는 양키스에게 내주었지만, 아메리칸 리그 와일드 카드를 획득하면서 2년 연속으로 포스트시즌 진출에 성공했다.
아메리칸 리그 디비전 시리즈에서 애너하임 에인절스를 만났다. 첫 경기부터 큰 점수차로 승리하면서 3연승으로 시리즈를 마무리지었다. 3차전 9회 보스턴이 4점차로 앞서고 있던 때 에인절스의 블라디미르 게레로가 동점 만루 홈런을 기록하며 승부를 연장으로 끌고 갔으나, 데이비드 오티즈의 10회 끝내기 홈런으로 승리를 거두었다.
아메리칸 리그 챔피언십 시리즈에서 다시 양키스를 만난 보스턴은 1,2,3차전을 내리 양키스에 내주며 탈락 위기에 몰렸다. 그러나 보스턴의 반격은 4차전 9회말부터 시작됐는데, 케빈 밀러가 양키스의 마무리 마리아노 리베라에게 볼넷을 얻어 대주자 데이브 로버츠로 교체되었고, 로베츠는 곧 2루 도루에 성공했다. 그 상황에서 뮬러가 극적인 동점타를 기록했고, 12회말 오티즈의 끝내기 2점 홈런으로 반격의 물꼬를 텄다. 5차전에서도 오티즈가 14회 결승타를 기록하며 승리를 이끌었고 이 경기는 역대 메이저 리그 포스트시즌 경기 중 가장 긴 포스트 시즌 경기로 기록되었다. 6차전에선 발목건 탈구 부상을 당한 커트 실링이 7이닝동안 1실점을 기록하는 동안 양말이 핏빛으로 물드는 이른바 핏빛 역투를 펼치며 승리 투수가 되었고, 7차전에서도 10-3 승리를 기록하며 3패 후 4승의 역스윕 승리를 가져가며 명승부로 기록된 챔피언십 시리즈를 마치고 18년 만에 월드 시리즈 진출에 성공했다.

## 경기 결과

### 1차전
2004년 10월 23일, 미국 매사추세츠주 보스턴, 펜웨이 파크
| 팀 | 1 | 2 | 3 | 4 | 5 | 6 | 7 | 8 | 9 | R  | H  | E |
| 세인트루이스 | 0 | 1 | 1 | 3 | 0 | 2 | 0 | 2 | 0 | 9  | 11 | 2 |
| 보스턴 | 4 | 0 | 3 | 0 | 0 | 0 | 2 | 2 | X | 11 | 13 | 4 |
| 승리 투수: 키스 폴크 패전 투수: 훌리안 타바레즈 홈런: STL – 래리 워커(3회 1점) BOS – 데이비드 오티즈(1회 3점), 마크 벨혼(8회 2점) |   |   |   |   |   |   |   |   |   |    |    |   |

### 2차전
2004년 10월 24일, 미국 매사추세츠주 보스턴, 펜웨이 파크
| 팀                                        | 1 | 2 | 3 | 4 | 5 | 6 | 7 | 8 | 9 | R | H | E |
| 세인트루이스                              | 0 | 0 | 0 | 1 | 0 | 0 | 0 | 1 | 0 | 2 | 5 | 0 |
| 보스턴                                    | 2 | 0 | 0 | 2 | 0 | 2 | 0 | 0 | X | 6 | 8 | 4 |
| 승리 투수: 커트 실링 패전 투수: 맷 모리스 |   |   |   |   |   |   |   |   |   |   |   |   |

### 3차전
2004년 10월 26일, 미국 미주리주 세인트루이스, 부시 스타디움
| 팀 | 1 | 2 | 3 | 4 | 5 | 6 | 7 | 8 | 9 | R | H | E |
| 보스턴 | 1 | 0 | 0 | 1 | 2 | 0 | 0 | 0 | 0 | 4 | 9 | 0 |
| 세인트루이스                                                                                                  | 0 | 0 | 0 | 0 | 0 | 0 | 0 | 0 | 1 | 1 | 4 | 0 |
| 승리 투수: 페드로 마르티네스 패전 투수: 제프 수판 홈런: BOS – 매니 라미레즈(1회 1점) STL – 래리 워커(9회 1점) |   |   |   |   |   |   |   |   |   |   |   |   |

### 4차전
2004년 10월 27일, 미국 미주리주 세인트루이스, 부시 스타디움 📽️
| 팀                                                                                           | 1 | 2 | 3 | 4 | 5 | 6 | 7 | 8 | 9 | R | H | E |
| 보스턴                                                                                       | 1 | 0 | 2 | 0 | 0 | 0 | 0 | 0 | 0 | 3 | 9 | 0 |
| 세인트루이스                                                                                 | 0 | 0 | 0 | 0 | 0 | 0 | 0 | 0 | 0 | 0 | 4 | 0 |
| 승리 투수: 데릭 로 패전 투수: 제이슨 마키 세이브: 키스 폴크 홈런: BOS – 쟈니 데이먼(1회 1점) |   |   |   |   |   |   |   |   |   |   |   |   |

## 시리즈 요약
보스턴 레드 삭스가 4전 전승으로 우승을 차지했고, MVP는 보스턴 레드 삭스의 외야수 매니 라미레스가 수상했다.
| 경기 | 경기 점수 (원정팀이 앞, 홈팀이 뒤)               | 날짜      | 구장          | 관중 수  |
| ---- | ------------------------------------------------ | --------- | ------------- | -------- |
| 1    | 세인트루이스 카디널스 – 9, 보스턴 레드 삭스 – 11 | 10월 23일 | 펜웨이 파크   | 35,035명 |
| 2    | 세인트루이스 카디널스 – 2, 보스턴 레드 삭스 – 6  | 10월 24일 | 펜웨이 파크   | 35,001명 |
| 3    | 보스턴 레드 삭스 – 4, 세인트루이스 카디널스 – 1  | 10월 25일 | 부시 스타디움 | 52,015명 |
| 4    | 보스턴 레드 삭스 – 3, 세인트루이스 카디널스 – 0  | 10월 26일 | 부시 스타디움 | 52,037명 |

### 이닝 별 득점 현황
| 팀                                           | 1 | 2 | 3 | 4 | 5 | 6 | 7 | 8 | 9 | R  | H  | E |
| 보스턴 레드 삭스                             | 8 | 0 | 5 | 3 | 2 | 2 | 2 | 2 | 0 | 24 | 39 | 8 |
| 세인트루이스 카디널스                        | 0 | 1 | 1 | 4 | 0 | 2 | 0 | 3 | 1 | 12 | 24 | 1 |
| 총 관중 수: 174,088명 평균 관중 수: 43,522명 |   |   |   |   |   |   |   |   |   |    |    |   |

## 같이 보기
- 2004년 일본 시리즈